# Hypothyris meterus
Hypothyris meterus är en fjärilsart som beskrevs av William Chapman Hewitson 1860. Hypothyris meterus ingår i släktet Hypothyris och familjen praktfjärilar. Inga underarter finns listade i Catalogue of Life.